# Фернандо Атцорі
Фернандо Атцорі (італ. Fernando Atzori; 1 червня 1942, Алес, Ористано, Італія — 9 листопада 2020) — італійський боксер, олімпійський чемпіон 1964 року.

## Аматорська кар'єра
Олімпійські ігри 1964 
- 1/16 фіналу. Переміг Махмуда Мерсаля (Єгипет) 5-0
- 1/8 фіналу. Переміг Дерріла Норвуда (Австралія) 5-0
- 1/4 фіналу. Переміг Сіна Маккафферті (Ірландія) 5-0
- 1/2 фіналу. Переміг Роберта Кармоді (США) 4-1
- Фінал. Переміг Артура Олеха (Польща) 4-1